# Сомбернон (кантон)
Сомбернон (фр. Sombernon) — кантон во Франции, находится в регионе Бургундия. Департамент кантона — Кот-д’Ор. Входит в состав округа Дижон. Население кантона на 2006 год составляло 6384 человека.
Код INSEE кантона — 2135. Всего в кантон Сомбернон входят 28 коммун, из них главной коммуной является Сомбернон.

## Коммуны кантона
- Аже — население 269 чел.
- Ансе — население 377 чел.
- Арсе — население 39 чел.
- Обиньи-ле-Сомбернон — население 121 чел.
- Барбире-сюр-Уш — население 267 чел.
- Бом-ла-Рош — население 121 чел.
- Блези-Ба — население 679 чел.
- Блези-О — население 115 чел.
- Бюсси-ла-Пель — население 51 чел.
- Дре — население 51 чел.
- Эшанне — население 118 чел.
- Жергей — население 132 чел.
- Жиссе-сюр-Уш — население 364 чел.
- Гренан-ле-Сомбернон — население 170 чел.
- Гробуа-ан-Монтань — население 109 чел.
- Мален — население 679 чел.
- Мемон — население 196 чел.
- Монтуайо — население 69 чел.
- Пралон — население 79 чел.
- Ремийи-ан-Монтань — население 128 чел.
- Сент-Анто — население 48 чел.
- Сент-Мари-сюр-Уш — население 623 чел.
- Сен-Жан-де-Бёф — население 101 чел.
- Сен-Виктор-сюр-Уш — население 223 чел.
- Савиньи-су-Мален — население 200 чел.
- Сомбернон — население 917 чел.
- Верре-су-Дре — население 46 чел.
- Вьельмулен — население 92 чел.